# Tortoflabellum flemingi
Espèce
Statut CITES
Tortoflabellum flemingi est une espèce éteinte de corail de la famille des Flabellidae.